# Democracia Regional Patagónica
Democracia Regional Patagónica era un partido político chileno regionalista, fundado como movimiento político por los senadores independientes Antonio Horvath y Carlos Bianchi Chelech en 2013.
Su posicionamiento político era de centro y alternativo a la centroizquierda de Nueva Mayoría y a la centroderecha de Chile Vamos. Se creó buscando un lugar de convergencia para los regionalistas, ciudadanistas, ecologistas y humanistas cristianos.[cita requerida]

## Historia

### Movimiento regionalista

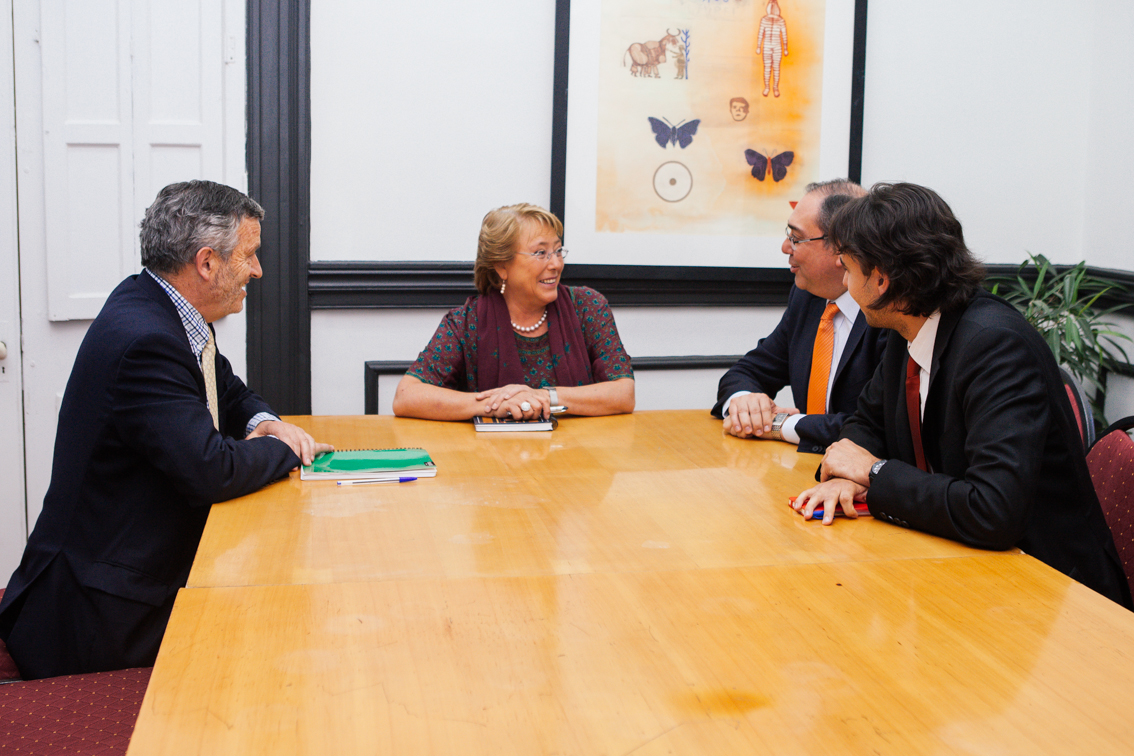
Los parlamentarios de Democracia Regional reunidos con la presidenta electa Michelle Bachelet, el 15 de enero de 2014.

El 19 de diciembre de 2013, el senador por Aysén Antonio Horvath renunció a su militancia en Renovación Nacional, mismo día en que anunció la creación, junto con el senador independiente por Magallanes, Carlos Bianchi, de un movimiento regionalista llamado Democracia Regional en una conferencia en el edificio del ex Congreso Nacional de Chile.
Posteriormente se sumó al movimiento el diputado electo y presidente del Partido Liberal, Vlado Mirosevic. El 15 de enero de 2014, los dirigentes del movimiento se reunieron con la presidenta electa Michelle Bachelet, con el fin de coordinar el apoyo de los parlamentarios asociados a Democracia Regional en las reformas que se incluyen en el programa de la Nueva Mayoría.

### Partido patagónico
El 14 de marzo de 2014 se realizó en Coyhaique la conformación del partido político Democracia Regional Patagónica, amparado en el movimiento Democracia Regional, en las regiones de Los Lagos, Aysén y Magallanes. En octubre de 2014, Antonio Horvath dejó Democracia Regional por diferencias con Carlos Bianchi.
El partido fue legalizado por el Servicio Electoral de Chile el 22 de junio de 2015 e inscrito oficialmente el 3 de julio. En la fecha de su constitución tenían vínculos con 4 alcaldes, 9 concejales y 2 consejeros regionales. Presentaron candidatos a alcalde y concejal en las elecciones municipales de 2016, formando parte del pacto Yo Marco por el cambio, obteniendo cuatro concejales electos. A inicios de 2017 el partido manifestó la intención de inscribirse legalmente en las regiones del norte de Chile para poder presentar una candidatura presidencial.
En 2016 el senador Carlos Bianchi, uno de los últimos fundadores del movimiento que quedaba vigente, se alejó del partido y acusó maniobras para sacarlo durante su desafuero.
El 2 de agosto de 2017 la mesa directiva del partido acordó conformar una lista conjunta de candidatos a las elecciones parlamentarias en conjunto con los partidos País y Federación Regionalista Verde Social (FREVS). Finalmente, el pacto oficializado el 16 de agosto fue denominado Coalición Regionalista Verde e incluye solamente a FREVS y DRP. Tras los resultados de las elecciones parlamentarias de 2017, en donde no alcanzó la votación mínima requerida por ley para mantener su estatus legal, el 27 de diciembre de ese año partido acordó fusionarse con el Partido Regionalista Independiente, constituyendo en febrero de 2018 el Partido Regionalista Independiente Demócrata.

## Directiva
- Presidente: Elson Bórquez Yáñez.
- Primer Vicepresidente: Mauricio Henríquez Barría.
- Segundo Vicepresidente: Luis Schwenke Aravena.
- Tercer Vicepresidente: Carol Vukasovic Montt.
- Secretario General: Carlos Pérez Osorio.
- Tesorero: Verónica Millar Alarcón.
- Protesorero: Vacante.[17]

## Resultados electorales

### Elecciones parlamentarias
|  | 0,03 % |

|  | 0,34 % |

### Elecciones municipales
|  | 0,03 % |

|  | 0,21 % |

Nota: Los resultados de la elección de concejales de 2016 incluye a los independientes apoyados por el partido dentro del pacto «Yo Marco por el Cambio».